# 森蘭帕克 (新墨西哥州)
森蘭帕克（英語：Sunland Park）是一個位於美國新墨西哥州唐娜安娜縣的城市。

## 人口
根據2020年美國人口普查的數據，森蘭帕克的面積為38.88平方千米，當中陸地面積為38.17平方千米，而水域面積為0.71平方千米。當地共有人口16702人，而人口密度為每平方千米430人。